# Пресяк
Преся́к (болг. Пресяк) — село в Тирговиштській області Болгарії. Входить до складу общини Тирговиште.

## Населення
За даними перепису населення 2011 року у селі проживали 196 осіб.
Національний склад населення села:
| Національність   | Кількість осіб | Відсоток |
| ---------------- | -------------- | -------- |
| турки            | 127            | 76,0%    |
| цигани           | 37             | 22,2%    |
| не визначились   | 0              | 0%       |
| Всього відповіли | 167            |          |

Розподіл населення за віком у 2011 році:
Динаміка населення: